# Éditions Mille et une vies
Les Éditions Mille et une vies est une maison d'édition fondée à Montréal (Québec) en 2008 par Stéphane Batigne. 

## Publications
Mille et une vies est spécialisée dans la publication d'autobiographies, de témoignages, de mémoires et d'histoires familiales, avec une forte composante historique. Elle publie aussi des romans, de la poésie et des entretiens.

## Auteurs
- Edmour Carré
- Gérard Tremblay
- Marie-Andrée Michaud
- Stéphane Batigne
- Geneviève Auger
- Alain Leboeuf
- Pascale Léon
- Carole Verdon
- Marilyne Allard
- Henri Bernier
- Murielle Létourneau
- Philippe Robitaille
- Lucie Payette
- Pierre Schlund
- Annette Saint-Amand
- Marie Audette
- Marie Paquette
- Claire Scraire